# Abaj (Grecja)

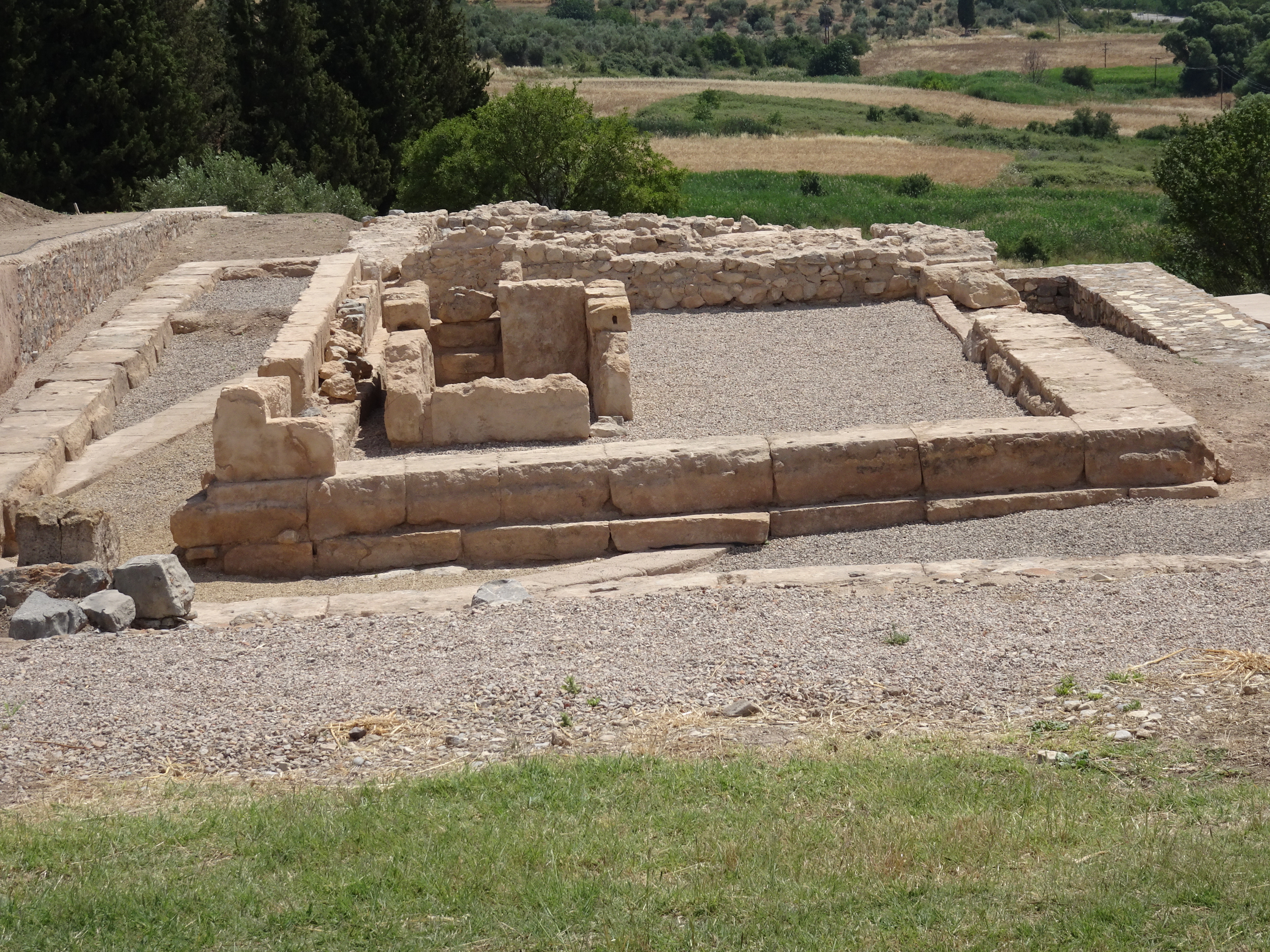
Pozostałości świątyni Apollina na terenie Kalapodi

Abaj (gr.  Ἄβαι, łac. Abae) – starożytne miasto greckie położone w północno-wschodniej części Fokidy, w pobliżu granicy Beocji, nad dopływem rzeki Kefisos. Wraz z pobliskim Hyampolis usytuowane przy głównym szlaku łączącym beockie Orchomenos z lokrydzkim Opus.
Zgodnie z twierdzeniem Arystotelesa przytoczonym przez Strabona, miasto zostało założone przez Traków, którzy następnie wywędrowali na Eubeę, zasiedlając ją pod mianem Abantów. Natomiast miejscowy mit głosił, że założycielami Abaj koloniści z Argos, pod wodzą Abasa, syna Linkeusa i Hypermnestry. Miasto słynęło z wyroczni Apollina z przydomkiem Abaeus, do której odwoływał się nawet król Lidii – Krezus. Mimo złupienia i spalenia sanktuarium przez Persów w 480 p.n.e., wyrocznia nadal pełniła swą funkcję i korzystali z niej np. Tebańczycy przed bitwą pod Leuktrami w niemal sto lat później. Ponownie spalona przez Beotów w czasie fokijskiej wojny świętej (352 p.n.e.), w czasach rzymskich została częściowo odbudowana przez cesarza Hadriana w zmniejszonej postaci. Poza nią Pauzaniasz naocznie poświadcza istnienie agory i teatru (Wędrówki po Helladzie X 35, 2–4).
W 346 p.n.e. zachowujące neutralność Abaj zostało oszczędzone przez Filipa II, który mimo późniejszej napaści jego wojsk w 208 p.n.e., potwierdził tradycyjne zwolnienie apollińskiej świątyni od podatków. W okresie hellenistycznym miasto straciło na znaczeniu na rzecz Hyampolis. 
Poza Pauzaniaszem (Wędrówki po Helladzie X 1, 1–11) było w źródłach antycznych wspomniane przez Herodota (Dzieje VIII 27, 33), Diodora Sycylijskiego (Biblioteka historyczna XVI, 58), Strabona (Geografia IX, 423), także w tragedii Sofoklesa (Król Edyp 899). Obecnie zachowały się z niego jedynie ruiny akropolu i podwójnego pasa murów obronnych na wzgórzu zwanym Kastro (Kastro Paliochori) koło wioski Eksarchos; stwierdzono też istnienie okolicznych cmentarzysk. Najnowsze ustalenia identyfikują jednak te pozostałości jako szczątki sąsiedniego Hyampolis, podczas gdy ruiny Abaj umiejscawia się w położonym bardziej na północ Kallipodi (Kalapodi).